# 羽川藤永
羽川 藤永（はねがわ とうえい、生没年不詳）とは、江戸時代中期の浮世絵師。

## 来歴
師系・経歴不明。羽川を名乗ることから羽川珍重の門人ともいわれるが、珍重と藤永は同一人であるとの見方もあり定かではない。渓斎英泉編『無名翁随筆』の羽川珍重の項によれば、江戸谷中の感応寺（現在の天王寺）の天井に「羽川藤永」と記された「竜王人」の図があったという（現存しないという）。また「享保の比の浮世絵師なり、芝居絵本、吉原細見記のさしゑ、赤本の絵等多くかきぬ」とも記すが、現在「羽川藤永」の作として知られるのは朝鮮通信使を題材とした絵だけである。なお『原色浮世絵大百科事典』第2巻は画号を「藤水」とし、名を道信とするが、『浮世絵大事典』は「藤水」とするのは誤りだろうと述べている。作画期は元文から寛延の頃にかけてとされる。

## 作品
- 「浮絵朝鮮人の図」寛延2年（1749年）
- 「朝鮮人浮絵」無款、延享・寛延年間（横大々版墨刷筆彩、東京国立博物館所蔵）
- 「朝鮮通信使来朝図」延享・寛延年間（紙本着色、神戸市立博物館所蔵）
- 「朝鮮通信使行列図」（紙本着色、個人蔵）